# Johnson Electric
Johnson Electric ist eine auf den Bermudas eingetragene Limited Holding, die sich mit der Entwicklung, Herstellung und Vertrieb von elektrischen Schaltern, Aktoren, Elektronik und elektronischen Steuerungen beschäftigt. Der Sitz des Unternehmens ist in Hongkong. Es vertreibt seine Produkte weltweit.
2005 kaufte Johnson Electric Saia-Burgess und nahm es unter dem bisherigen Namen in die Konzernstruktur auf. Am 1. Februar 2013 kaufte Honeywell die Saia-Burgess Controls AG, inklusive der Marke "Saia PCD®".
2022 erwirbt Johnson Electric die Firma Pendix aus Zwickau in Sachsen. 